# مؤسسه مالی و اعتباری ثامن الحجج
مؤسسه مالی و اعتباری ثامن الحجج در سال ۱۳۸۰ تأسیس گردید و از سال ۱۳۸۶ فعالیت خود را آغاز نمود. سرانجام به دلیل عدم توان مؤسسه در بازپرداخت سپرده‌ها و ورشکستگی در سال ۱۳۹۵ دادستان تهران از تصمیم بانک مرکزی و وزارت تعاون برای انحلال این مؤسسه اعتباری خبر داد و اعلام شد که طبق ماده ۵۵ قانون تعاون، هیئت تصفیه، تسویه امور مالی این تعاونی اعتباری را بر عهده خواهد گرفت.
این مؤسسه که با شش میلیون تومان سرمایه با نام «شرکت تعاونی اعتبار ثامن‌الحجج دانش‌آموختگان سبزوار» در سال ۱۳۸۰ تأسیس شده بود، ۱۴ سال بعد در اوج فعالیتش بیش از ۵۰۰ شعبه و۲۵۰۰ کارمند در سراسر کشور داشت و ۱۲ هزار میلیارد تومان سپرده جذب کرده و هزاران سند ملکی خریده بود. پس از تصمیم بانک مرکزی مبنی بر انحلال، ابوالفضل میرعلی، مؤسس و مدیر مؤسسه، به اتهام اخلال در نظام اقتصادی کشور به ۱۵ سال حبس محکوم شد.

## انحلال مؤسسه
از اوایل پاییز ۱۳۹۴ به دنبال عدم توان مالی این مؤسسه برای بازگرداندن سپرده‌های مردمی مشکلات این مؤسسه آشکار شد. موارد گوناگون از عدم پرداخت وجه درخواستی از طرف سپرده گذاران مشاهده شد که سپرده گذاران موفق به دریافت وجه نقد از مؤسسه نمی‌شوند و مؤسسه سقفی به میزان ۵۰ یا ۱۰۰ میلیون ریال برای پرداخت به سپرده گذار اعلام می‌کند.
همچنین طبق تصمیم بانک مرکزی عاملیت باز پرداخت طلب سپرده گذاران تعاونی اعتباری ثامن الحجج به عهده بانک پارسیان گذاشته شد. در مرحله اول سپرده‌های سه‌میلیونی، پنج‌میلیونی و ۱۰ میلیون‌تومانی به صاحبان آن‌ها پرداخت خواهد شد. در مراحل بعدی با دریافت فهرست‌هایی که بانک مرکزی به بانک پارسیان ابلاغ خواهد کرد، به ترتیب مابقی سپرده‌ها نیز پرداخت خواهد شد.
همچنین دادستان تهران از تصمیم مشترک بانک مرکزی و وزارت تعاون، کار و رفاه اجتماعی مبنی بر انحلال تعاونی اعتباری ثامن خبر داد و اعلام شد طبق ماده ۵۵ قانون تعاون، هیئت تصفیه امور مالی این تعاونی اعتباری را بر عهده خواهد گرفت. همچنین دادستان تهران اعلام کرد که با آغاز فروش اموال توسط بانک مرکزی، الباقی وجوه سپرده گذاران مسترد گردد.

## تشابه اسمی با مؤسسه ثامن
تشابه اسمی و لوگوی مؤسسه ثامن الحجج با مؤسسه اعتباری ثامن (ثامن الائمه) سبب شد که برخی از سپرده گذاران مؤسسه ثامن برای دریافت سپرده خود مراجعه کنند.